# Micrabraxas incolorata
Micrabraxas incolorata là một loài bướm đêm trong họ Geometridae.